# Beta Peak
Der Beta Peak ist ein 1620 m hoher, felsiger Berggipfel im ostantarktischen Viktorialand. In den Prince Albert Mountains überragt er einen kleinen, eisfreien Tafelberg 3 km nordöstlich des Zeugenbergs Pudding Butte.
Die Südgruppe der New Zealand Geological Survey Antarctic Expedition (1962–1963) benannte ihn so, da hier die sogenannte Station B bzw. Beta der Forschungsreise lag.